# أليكس سيلفستر ليندسي
أليكس سيلفستر ليندسي (بالإنجليزية: Alex Sylvester Lindsay)‏ هو موزع نيوزيلندي، ولد في 28 مايو 1919 في إنفركارجل في نيوزيلندا، وتوفي في 5 ديسمبر 1974.